# Omocrates lopibes
Omocrates lopibes är en skalbaggsart som beskrevs av Hermann Burmeister 1844. Omocrates lopibes ingår i släktet Omocrates och familjen Melolonthidae. Inga underarter finns listade i Catalogue of Life.